# Dipartimento della guerra degli Stati Uniti d'America
Il Dipartimento della guerra degli Stati Uniti d'America (inglese: Department of War), era un'articolazione del governo federale degli Stati Uniti nata nel 1789 all'inizio della presidenza di George Washington per essere una struttura di governo dell'Esercito. Fu soppresso nel 1947, quando fu diviso in Dipartimento dell'esercito e Dipartimento dell'aeronautica, che confluirono nel Dipartimento della difesa nel 1949.

## Storia
Quando nacque come dipartimento dell'esecutivo federale gli fu affiancato il Dipartimento della Marina che governava l'US Navy e dal 1834 il corpo dei Marines. Dal 1907 il Dipartimento della guerra governò anche la forza aerea degli Stati Uniti, che era inquadrata sempre all'interno dell'U.S. Army. Al suo vertice vi era il segretario alla Guerra degli Stati Uniti d'America.
Dopo la seconda guerra mondiale, nel 1947, sotto la presidenza Truman, con il National Security Act il Dipartimento della guerra fu abolito e creato il NME (National Military Establishment), l'attuale Dipartimento della Difesa dal 1949, quando Il NME incorporò anche le funzioni di governo del Dipartimento della Marina. Questo rimase come divisione subordinata, insieme ai neo-costituiti dipartimenti dell'Esercito e della Aviazione per la United States Air Force divenuta contemporaneamente forza armata autonoma.